# Coroa de Maria de Módena

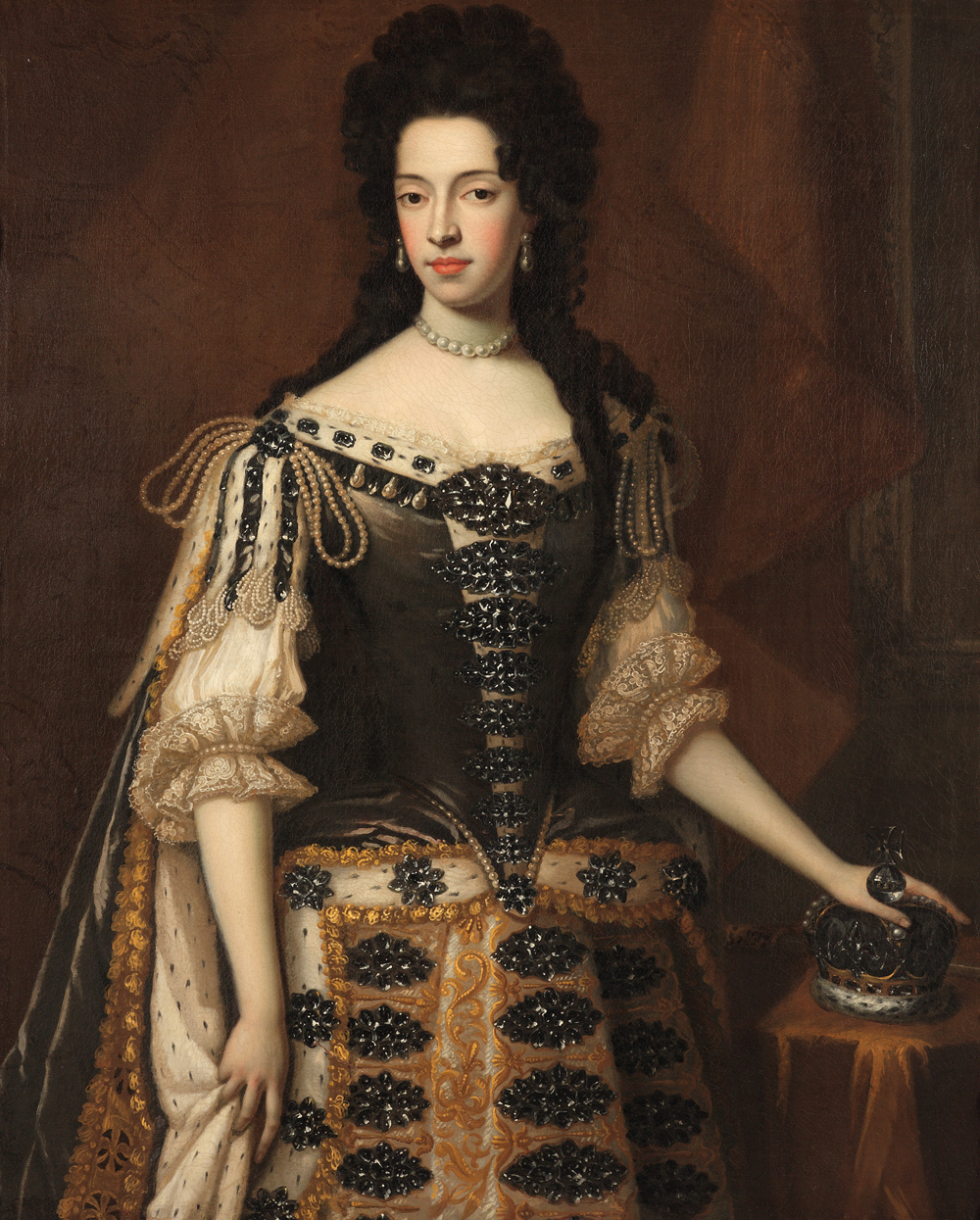
Maria de Modena, esposa de Jaime VII da Escócia e II da Inglaterra, com sua coroa. Esta coroa foi feita para sua coroação.

A Coroa de Maria de Modena foi a coroa consorte de Maria de Modena, rainha consorte da Inglaterra, Escócia e Irlanda, esposa de Jaime VII e II.

## Origens
Tradicionalmente, onde um monarca é casado, sua rainha consorte é coroada com ele em sua coroação. Sob o domínio de Oliver Cromwell, todas as antigas jóias da coroa inglesas haviam sido destruídas. Quando Carlos II foi coroado em 1661, ele não era casado, então não havia necessidade de criar uma nova coroa de consorte. Quando, no entanto, seu irmão mais novo, o duque de York, tornou-se Jaime II e VII, foi necessário fazer uma nova coroa para sua rainha, Maria de Modena.
Na verdade, três itens de touca reais foram criados; uma
- Coroa de Coroação
- Coroa de Estado
- Diadema

A coroa de coroação de Maria de Modena não existe mais, pelo fato de ser destruída por ordem de Oliver Cromwell. No entanto, sua coroa estatal e diadema ainda são mantidos na Torre de Londres.

## Descrição da coroa do estado de Maria
A coroa estatal de Maria de Modena, fabricada em 1685 pelo ourives Richard de Beauvoir, era, como era norma, decorada com joias alugadas: 38 diamantes muito grandes, 523 grandes e pequenos diamantes e 129 pérolas grandes. A argola de ouro, cravejada de pérolas nas duas bordas, é decorada com 20 diamantes grandes. 4 cruzes e 4 fleurs-de-lis, todos feitos de diamantes, alternam-se acima da linha superior de pérolas. Ele contém quatro meias arcos acima das cruzes: uma fileira de pérolas em cada arco é emoldurada em ambos os lados por duas fileiras de diamantes. Um globo fica no centro, no qual está uma cruz feita de 5 diamantes e 3 pérolas.

## Uso
Embora não fosse a coroação da coroação de seu portador original, foi usada para a coroação de todas as futuras rainhas consorte até 1831, e foi usada ocasionalmente pelas rainhas reinantes Maria II e Ana, enteadas de Maria de Modena.
Em 1831, no entanto, a coroa caiu em desgraça, e foi substituída pela Coroa da Rainha Adelaide para a coroação deste último ao lado de seu marido, o rei Guilherme IV. Em 1838, como o planejamento estava em andamento para a coroação da rainha Vitória, a coroa e o diadema de Modena foram descritos como "extremamente pequenos, e em razão de sua idade e desuso estão em estado de decadência superior". O gabinete do Lorde Chamberlain escreveu mais tarde sobre a "aparência muito chique e teatral" da coroa.

## Não mais usado
Não é mais usado no cerimonial real, mas em 1938-9 suas pérolas falsas foram substituídas por pérolas cultivadas.